# Three Blind Mice (James Bond)
De Three Blind Mice zijn drie fictieve professionele huurmoordenaars uit de James Bondfilm Dr. No. In die film werken ze voor Dr. Julius No.
Ze schoten John Strangways neer, met pistolen met geluiddemper, en later ook zijn secretaresse, Mary Prescott. Door de moorden kwam James Bond Jamaica onderzoeken. Later probeerden ze James Bond te vermoorden, maar zonder succes. Ze landden met hun brandende auto aan de voet van een heuvel.